# Astiphromma perpendiculatum
Astiphromma perpendiculatum är en stekelart som beskrevs av Nakanishi 1969. Astiphromma perpendiculatum ingår i släktet Astiphromma och familjen brokparasitsteklar. Inga underarter finns listade.